# Mount Tatlow
Mount Tatlow är ett berg i Kanada.   Det ligger i provinsen British Columbia, i den sydvästra delen av landet, 3 600 km väster om huvudstaden Ottawa. Toppen på Mount Tatlow är 3 063 meter över havet.
Terrängen runt Mount Tatlow är kuperad åt sydost, men åt nordväst är den bergig. Mount Tatlow är den högsta punkten i trakten. Trakten runt Mount Tatlow är nära nog obefolkad, med mindre än två invånare per kvadratkilometer.. Det finns inga samhällen i närheten. 
Trakten runt Mount Tatlow består i huvudsak av gräsmarker.